# Seo Yea-ji
Seo Yea-ji (hangul: 서예지; hanja: 徐睿知; rr: Seo Yea-ji; MR: Sŏ Ye'ji; nascida em 6 de abril de 1990) é uma atriz sul-coreana. Ela começou sua carreira na atuação ao participar da sitcom Potato Star 2013QR3 (2013–2014). Logo em seguida, ela recebeu papéis importantes no drama de época Diary of a Night Watchman (2014), o thriller Last (2015) e a série fantástica Moorim School: Saga of the Brave (2016). Seus papéis principais mais memoráveis incluem Save Me (2017) e Lawless Lawyer (2018). Ela ganhou destaque internacional com a comédia romântica It's Okay to Not Be Okay (2020).

## Carreira

### 2013–2016: Estreia e papéis diversificados

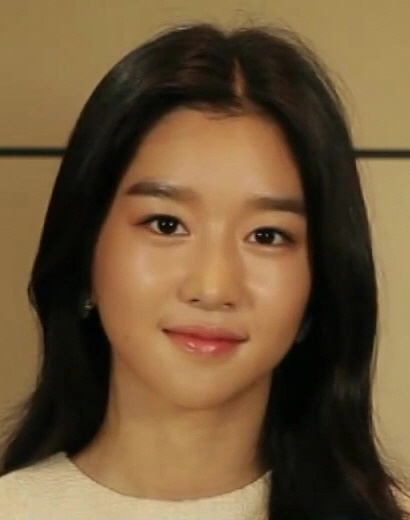
Seo em 2015

Seo não tinha planos de seguir uma carreira de atriz, mas ela tomou um rumo diferente quando chamou a atenção do CEO da Made in Chan Entertainment, empresa de gestão de talentos que ela colaborava na época, que o convenceu a ingressar nessa área. Em março de 2013, ela entrou na indústria do entretenimento ao aparecer em um anúncio da SK Telecom. Em maio de 2013, ela apareceu no anúncio do Samsung Galaxy S4, Love, no papel de Min-joo. Ela estreou como atriz na sitcom da tvN, Potato Star 2013QR3, que foi ao ar de 23 de setembro de 2013 a 15 de maio de 2014, totalizando 120 episódios.
Em seguida, ela estrelou com um papel importante no drama histórico da MBC, Diary of a Night Watchman (2014), pelo qual foi indicada ao MBC Drama Awards de 2014 na categoria Melhor Atriz Revelação. Logo depois, ela atuou na série de televisão da tvN, Super Daddy Yeol (2015) e no drama da JTBC, Last (2015).
Depois de capturar a atenção dos espectadores em Last, Seo teve sua estreia cinematográfica com o filme histórico The Throne (2015), onde recebeu o papel de Rainha Jeongsun. Após isso, atuou no filme Circle of Atonement (2015). Ela também participou do videoclipe "Let's Not Fall In Love" (2015), da boy band sul-coreana Big Bang.
Em 2016, ela interpretou um dos protagonistas no drama da KBS, Moorim School: Saga of the Brave (2016), e foi escalada para seu próximo grande projeto: o filme Seondal: The Man Who Sells the River (2016), onde atuou como coadjuvante. Seo também atuou como atriz coadjuvante em Hwarang: The Poet Warrior Youth (2016–17), série da KBS.
Após o término de seu contrato com sua agência, a Made in Chan Entertainment, em 2016, Seo migra para a King Entertainment.

### 2017–presente:Another Waye crescimento de popularidade

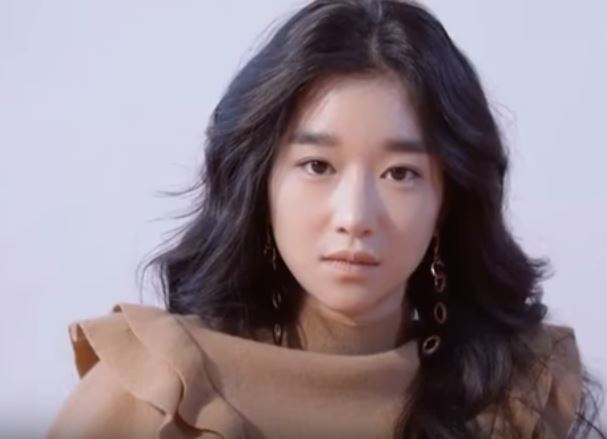
Seo em 2017

O início de 2017, Seo recebe seu primeiro papel principal com o filme Another Way (2017), longa este que trata sobre a questão do suicídio. Seo foi elogiada pelos telespectadores e apelidada de a "Nova Rainha do Suspense" quando estrelou na série de suspense e mistério da OCN, Save Me (2017).
Seo participou de Stay With Me (2018), ao lado de Kim Jung-hyun, sendo esse o primeiro filme do mundo a empregar realidade virtual e a tecnologia 4DX. Ela interpreta uma advogada com problemas de controle de raiva no drama da tvN, Lawless Lawyer (2018), ao lado de Lee Joon-gi. A série foi um sucesso comercial e se tornou um dos dramas coreanos de maior audiência na história da televisão a cabo na época de sua exibição. Como reconhecimento ao desempenho no seu papel, Seo foi nomeada policial honorária pela Agência Nacional de Polícia da Coreia do Sul.

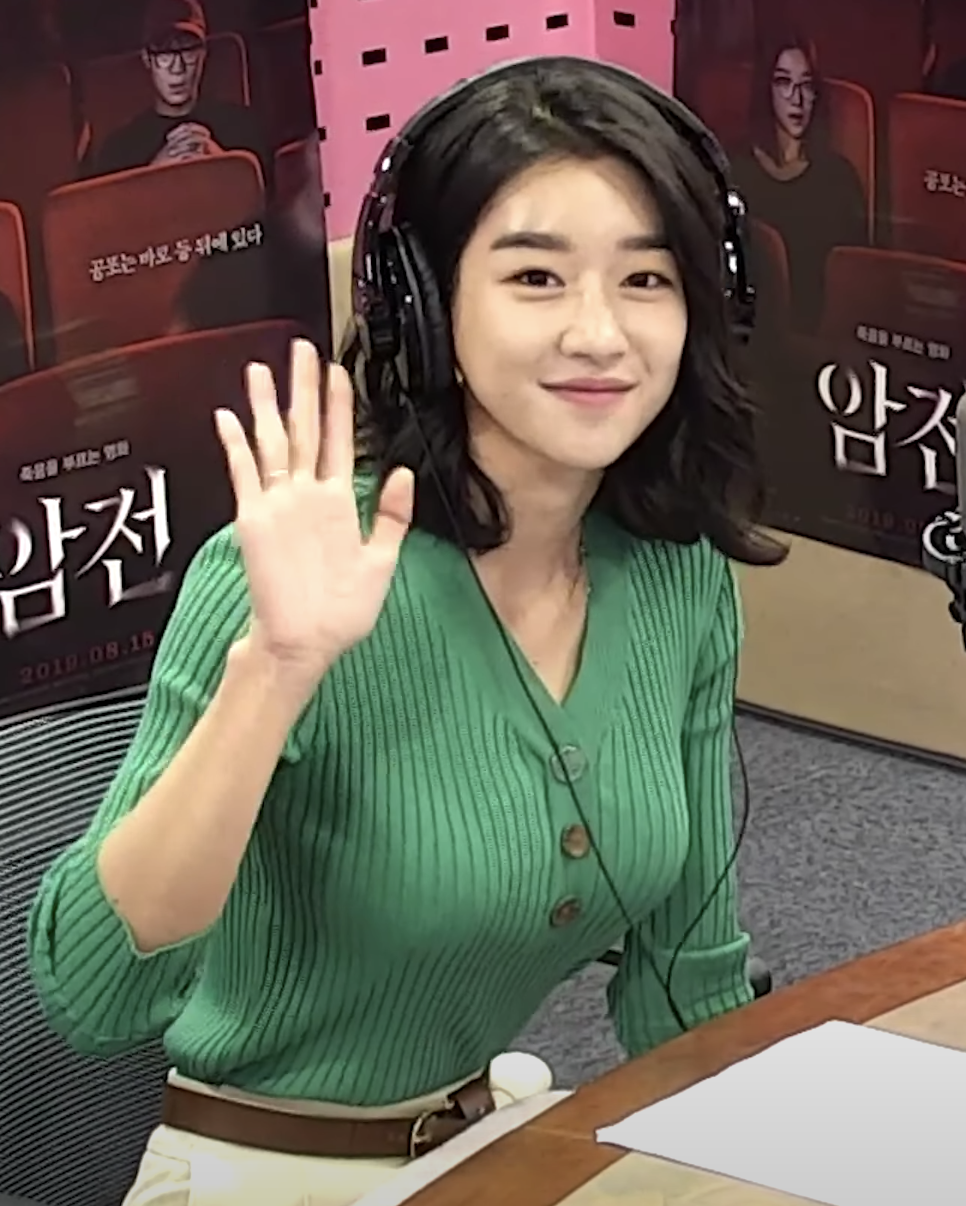
Seo em entrevista de rádio, 2019

Em 2019, ela atuou nos filmes Warning: Do Not Play e By Quantum Physics: A Nightlife Venture.
Em 1º de janeiro de 2020, Seo ingressou na recém-criada agência de talentos, Gold Medalist.
A primeira indicação de trabalho de sua agência veio com a comédia romântica transmitida pela tvN e a Netflix, It's Okay to Not Be Okay (2020). Ela estrelou ao lado de Kim Soo-hyun e interpretou uma autora de livros infantis best-seller que tem transtorno de personalidade. Seu desempenho na série foi aclamada pela crítica, e elogiada por jornais como o Manila Bulletin, The Hindu e The New York Times, onde este último também nomeou o drama como um dos "Melhores Programas Internacionais de 2020" e chamou de "hipnotizante" a performance de Seo. Seo também experimentou grande popularidade pelo público e interesse, por parte da mídia, na Coreia do Sul e do mundo.
Em 2021, ela estrelou Recall, filme de mistério, dirigido por Seo Yoo-min, sendo um enorme sucesso local. Ele liderou as bilheterias coreanas em seu fim de semana de estreia. Em dezembro de 2021, Seo renovou seu  contrato com o Gold Medalist.
Em 2022, Seo estrelou Eve, melodrama produzido pela tvN.
Em 30 de novembro de 2023, o Gold Medalist anunciou que Seo deixaria a agência após o término previsto no contrato.
Em junho de 2024, Seo assinou com a agência Sublime.

## Filmografia

### Filmes
| Ano  | Título                                  | Papel           | Notas                                                                    | Ref.          |
| ---- | --------------------------------------- | --------------- | ------------------------------------------------------------------------ | ------------- |
| 2013 | Love                                    | Min-joo         | Curta-metragem                                                           | [ 38 ]        |
| 2015 | The Throne                              | Rainha Jeongsun |                                                                          | [ 39 ]        |
| 2015 | Circle of Atonement                     | Kang Yoo-shin   |                                                                          | [ 40 ]        |
| 2016 | Seondal: The Man Who Sells the River    | Gyu-young       |                                                                          | [ 41 ]        |
| 2017 | Another Way                             | Jung-won        |                                                                          | [ 42 ]        |
| 2017 | The Bros                                | Sa-ra           | Participação especial                                                    | [ 43 ]        |
| 2018 | Stay With Me                            | Yeon-soo        | Filme de RV e 4DX (também conhecido como Meet the Memories - First Love) | [ 44 ] [ 45 ] |
| 2019 | Warning: Do Not Play                    | Mi-jung         |                                                                          | [ 46 ]        |
| 2019 | By Quantum Physics: A Nightlife Venture | Seong Eun-yeong |                                                                          | [ 47 ]        |
| 2021 | Recalled                                | Soo-jin         |                                                                          | [ 48 ] [ 33 ] |

### Séries de televisão
| Ano  | Título                                          | Papel               | Notas                | Ref.   |
| ---- | ----------------------------------------------- | ------------------- | -------------------- | ------ |
| 2013 | Potato Star 2013QR3                             | Noh Soo-young       |                      | [ 49 ] |
| 2014 | Diary of a Night Watchman                       | Park Soo-ryeon      |                      | [ 50 ] |
| 2014 | KBS Drama Special – "The Three Female Runaways" | Soo-ji              | Drama de um episódio | [ 51 ] |
| 2014 | Drama Festival – "Gabon"                        | Kyung Hee           | Drama de um episódio | [ 52 ] |
| 2015 | Super Daddy Yeol                                | Hwang Ji-hye        |                      | [ 53 ] |
| 2015 | Last                                            | Shin Na-ra          |                      | [ 54 ] |
| 2016 | Moorim School: Saga of the Brave                | Shim Soon-duk       |                      | [ 55 ] |
| 2016 | Another Miss Oh                                 | Oh Seo-hee          | Cameo (Episódio 15)  | [ 56 ] |
| 2016 | Hwarang: The Poet Warrior Youth                 | Princesa Sook-myung |                      | [ 57 ] |
| 2017 | Save Me                                         | Im Sang-mi          |                      | [ 58 ] |
| 2018 | Lawless Lawyer                                  | Ha Jae-yi           |                      | [ 59 ] |
| 2020 | It's Okay to Not Be Okay                        | Ko Mun-yeong        |                      | [ 60 ] |
| 2022 | Eve                                             | Lee La-el           |                      | [ 61 ] |

### Programas de variedades
| Ano  | Título              | Papel | Notas                              | Ref.   |
| ---- | ------------------- | ----- | ---------------------------------- | ------ |
| 2015 | World Changing Quiz | MC    | Também conhecido como Three Wheels | [ 62 ] |

### Participações em videoclipes
| Ano  | Título                   | Artista  | Ref.   |
| ---- | ------------------------ | -------- | ------ |
| 2015 | "Let's Not Fall in Love" | Big Bang | [ 63 ] |

## Prêmios e indicações
| Cerimônia de premiação   | Ano  | Categoria                                 | Indicado/ Trabalho                      | Result   | Ref.          |
| ------------------------ | ---- | ----------------------------------------- | --------------------------------------- | -------- | ------------- |
| APAN Star Awards         | 2021 | Prêmio de Excelência, Atriz em Minissérie | It's Okay to Not Be Okay                | Venceu   | [ 64 ]        |
| APAN Star Awards         | 2021 | Prêmio Estrela Popular, Atriz             | It's Okay to Not Be Okay                | Venceu   | [ 65 ]        |
| APAN Star Awards         | 2021 | KT Seezn Star Award                       | Seo Yea-ji                              | Indicado | [ 66 ]        |
| Asia Artist Awards       | 2020 | Prêmio de Melhor Artista                  | It's Okay to Not Be Okay                | Venceu   | [ 67 ]        |
| Asia Artist Awards       | 2020 | AAA Hot Issue Award                       | Seo Yea-ji                              | Venceu   | [ 68 ]        |
| Baeksang Arts Awards     | 2017 | Atriz Mais Popular – Filme                | Another Way                             | Indicado | [ 69 ]        |
| Baeksang Arts Awards     | 2021 | Melhor Atriz – Televisão                  | It's Okay to Not Be Okay                | Indicado | [ 70 ]        |
| Baeksang Arts Awards     | 2021 | Atriz Mais Popular                        | Seo Yea-ji                              | Venceu   | [ 71 ] [ 72 ] |
| Brand of the Year Awards | 2020 | Atriz do Ano                              | Seo Yea-ji                              | Venceu   | [ 73 ]        |
| Buil Film Awards         | 2020 | Prêmio Estrela Popular                    | By Quantum Physics: A Nightlife Venture | Venceu   | [ 74 ]        |
| MBC Drama Awards         | 2014 | Melhor Atriz Revelação                    | Diary of a Night Watchman               | Indicado | [ 75 ]        |
| Soompi Awards            | 2019 | Atriz do Ano                              | Lawless Lawyer                          | Indicado | [ 76 ]        |